# آلن (نام کوچک)
آلن (به فرانسوی: Alain) ممکن است به یکی از موارد زیر اشاره داشته باشد:
- آلن اسپه (زادهٔ ۱۹۴۷)
- آلن بدیو (زادهٔ ۱۹۳۷)
- آلن باشونگ (۱۹۴۷–۲۰۰۹)
- آلن برنار (زادهٔ ۱۹۸۳)
- آلن بوغوسیان (زادهٔ ۱۹۷۰)
- آلن بمبارد (۱۹۲۴–۲۰۰۵)
- آلن بوندو (زادهٔ ۱۹۵۹)
- آلن کاوالیه (زادهٔ ۱۹۳۱)
- آلن شابات (زادهٔ ۱۹۵۸)
- آلن شارتیه (۱۹۳۲–۱۴۳۰)
- آلن کورنو (زادهٔ ۱۹۴۳)
- الن کیونی (۱۹۰۸–۱۹۹۴)
- آلن دو باتن (زادهٔ ۱۹۶۹)
- آلن دوفوسه (۱۹۵۷–۲۰۱۷)
- آلن دلون (زادهٔ ۱۹۳۵)
- آلن الکان (زادهٔ ۱۹۵۰)
- آلن فنکیلکروت (زادهٔ ۱۹۴۹)
- آلن ژربو (۱۸۹۳–۱۹۴۱)
- آلن ژیرس (زادهٔ ۱۹۵۲)
- آلن ژوسوا (۱۹۳۲–۲۰۱۷)
- آلن ژوپه (زادهٔ ۱۹۴۵)
- آلن رنه لوزاژ (۱۶۶۸–۱۷۴۷)
- آلن مابانکو (زادهٔ ۱۹۶۶)
- آلن مسله (زادهٔ ۱۹۵۰)
- آلن میکلی (زادهٔ ۱۹۵۵)
- ژک الن میلر
- الن میمون (زادهٔ ۱۹۲۱)
- آلن پرین (زادهٔ ۱۹۵۶)
- آلن پروست (زادهٔ ۱۹۵۵)
- آلن رنه (زادهٔ ۱۹۲۲)
- آلن رب-گریه (۱۹۲۲–۲۰۰۸)
- آلن رابرت (۱۹۶۲)
- آلن روشه
- آلن سارد (زادهٔ ۱۹۵۲)
- الن سوشون (زادهٔ ۱۹۴۴)
- آلن تانر (زادهٔ ۱۹۲۹)
- آلن واسور (زادهٔ ۱۹۴۸)
- آلن ورتیمر (زادهٔ ۱۹۴۹)
- آلن فورنیه (۱۸۸۶–۱۹۱۴)